# Pasticciotto
Il pasticciotto è un dolce tipico del Salento, composto da pasta frolla farcita di crema pasticcera e cotto in forno. 
Il ricettario di Bartolomeo Scappi (1570) che, sebbene originario di Dumenza, nelle Prealpi Lombarde, faceva parte della Confraternita dei cuochi e dei pasticceri di Roma, attesta la presenza di una pasta dolce alla crema pasticciera sin dal XVI secolo. La ricetta del pasticciotto alla crema è stata adottata nel Salento molto probabilmente alla fine dell'800 e ha avuto la massima diffusione artigianale nella Provincia dagli anni del boom economico e per tutta la seconda metà del '900. Da allora ad oggi sono state proposte tante varianti a questo dolce che ha contribuito a rendere famosa la tipica cucina salentina. Il pasticciotto tipico leccese e dei paesi della provincia ha in origine una colorazione dorata e un aspetto diverso da quello tipico galatinese, che rivendica una propria tradizione. Quest'ultimo acquisisce la sua tipica colorazione ambrata, talvolta imbrunita, avendo una cupola molto pronunciata che viene opportunamente spennellata di albume e rosso d'uovo o solo rosso prima della cottura in forno. 
Alcuni ritengono che vada consumato ancora caldo o tiepido, per assaporare meglio tutte le migliori peculiarità organolettiche della crema e della pasta frolla appena sfornata. Tuttavia, la qualità di un pasticciotto dipende dalla sua integrale preparazione artigianale e come tale si può apprezzare anche a temperatura ambiente.
La tradizionalità del prodotto è dovuta alle ricette e ai metodi di lavorazione artigianali e secondo tradizioni familiari difficilmente individuabili nella storia del territorio, ma che nel tempo si sono diffuse in modo variegato nel Salento.
Rientra tra le abitudini dei salentini consumare questo dolce per la prima colazione presso i bar o le pasticcerie locali.

## Varianti
Oltre ad essere preparato nella sua classica forma di un piccolo tortino ovale, esiste anche nella forma di una torta rotonda, la torta pasticciotto che è molto simile alla torta basca (o pastel vasco o gâteau basque), dolce tipico dei Paesi Baschi. Di questa torta esiste anche una variante napoletana, il pasticciotto napoletano nel ripieno del quale è presente anche dell'amarena oltre alla classica crema.
Inoltre oggi si trovano in commercio anche il pasticciotto profumato all'arancia, il pasticciotto con crema pasticcera e marmellata di amarene, il pasticciotto con crema al cioccolato e il pasticciotto nero di pasta frolla al cacao con all'interno o crema gianduia o crema al cioccolato o crema pasticcera e pezzetti di cioccolato.

### Fruttone
Il fruttone è una variante del pasticciotto composta da una base di pasta frolla ripiena di pasta di mandorle fresca e marmellata (di mele cotogne nella versione classica oppure di altra frutta) e il tutto ricoperto da uno strato di cioccolato fondente. A differenza del pasticciotto, il fruttone va servito freddo. Anche del fruttone esiste la versione a torta.

## Storia
La più antica attestazione del termine ‘pasticciotto’ di cui si ha notizia risale al 1538 e si trova nell’importante carteggio del celebre letterato marchigiano Annibal Caro (1507-1566). In particolare, alla fine di una lettera (30 aprile 1538) indirizzata a Silvestro da Prato scrive: «Fatela distendere al nostro Comico, perché sia a ordine alla nostra tornata. Intanto, venendo egli a Roma prima di noi, buttagliene in canna qualche pasticciotto, come solete, per rintuzzarlo quando vi dà la baja della vostra Tita. Di Velletri, alli 30. d’Aprile. 1538.»
La prima fonte documentale che testimonia dell'esistenza del pasticciotto nella foggia corrente risale al 1707: come si scopre nell'archivio della Curia Vescovile di Nardò, nell'inventario redatto il 27 luglio 1707 in occasione della morte del vescovo Orazio Fortunato, tra le altre masserizie compaiono: «barchiglie di rame da far pasticciotto numero otto». Tuttavia si tratta di una testimonianza che mette in relazione il nome con la forma del pasticciotto, ma non dice nulla circa la sua composizione.
Alcuni studi condotti dal galatinese Alessandro Massaro hanno individuato le tappe salienti del percorso evolutivo sia del nome, spesso associato a un'incredibile varietà di ricette salate oltre che dolci, sia delle componenti del pasticciotto salentino, attraverso le fonti letterarie più attendibili sull'argomento: i ricettari gastronomici antichi, partendo da una ricetta antica (1570) di Bartolomeo Scappi, mettendo in rilievo le testimonianze dei ricettari di Vittorio Lancellotti da Camerino (Lo Scalco Prattico, Roma, 1627), Giovan Battista Crisci (Lucerna de Corteggiani, Napoli, 1634), Antonio Latini (Lo Scalco alla Moderna, Napoli, 1694), e analizzando infine i suggerimenti contenuti nei ricettari di Vincenzo Corrado (Il cuoco galante, Napoli, 1778) e di Ippolito Cavalcanti (Cucina teorico-pratica, Napoli, 1837).

## Leggende contemporanee
Un libro di ricette locali di Galatina, edito nel 2003 e curato da Loredana Viola, abbozza per la prima volta una versione della storia del pasticciotto, quale specialità della “Pasticceria Ascalone”, asserendo che fosse stata aperta nel 1740 e che fosse «rinomata in tutto il Regno di Napoli». Secondo questo racconto, l’antenato Andrea Ascalone era uno dei più apprezzati pasticcieri del Mezzogiorno.
Un altro racconto, derivante dal primo, collocherebbe la nascita del pasticciotto nel 1745 a Galatina nella bottega pasticciera della famiglia Ascalone durante le festività di San Paolo, guaritore delle tarantate. Secondo questa versione, Nicola Ascalone si sarebbe ritrovato un impasto e un po' di crema non sufficienti per cuocere un'altra torta e li utilizzò ponendoli in forno in un piccolo recipiente di rame, ricavandone una piccolissima torta di crema, che lui stesso definì un pasticcio. Regalò quindi il dolce ancora caldo a un passante, che ne volle qualcuno da portare in famiglia. Il successo fu immediato e la voce si sparse in provincia. Sarebbe nato così il "pasticciotto de L'Ascalone", che divenne da quel giorno un dolce tipico del Salento. Tuttavia, va detto che questa leggenda, peraltro contraddittoria nelle varie versioni rintracciabili sul web, oltre a non combaciare con vari documenti storici dell'epoca, deriva da un articolo intitolato "Il Pasticciotto", pubblicato nel 2005 su "Il Titano", supplemento economico de "Il Galatino", in cui l'autore, Zeffirino Rizzelli, sostiene di aver appreso tali notizie da alcune carte, di cui nessuno ha mai parlato prima.

## Riconoscimenti
Il pasticciotto è riconosciuto come dolce tipico della provincia di Lecce e come tale è registrato nell’elenco dei prodotti agroalimentari tradizionali della Regione Puglia, redatto dal Ministero delle Politiche Agricole Alimentari e Forestali (ai sensi dell'art. 8 del D.Lgs. 30 aprile 1998, n. 173), con Decreto 22 luglio 2004 - Quarta revisione dell'elenco nazionale dei prodotti agroalimentari tradizionali (GU Serie Generale n.193 del 18-08-2004 - Suppl. Ordinario n. 144).